# Jessie Gray
Jessie Catherine Gray (* 26. August 1910 in Augusta (Georgia), USA; † 16. Oktober 1978 in Toronto, Kanada) war  eine kanadische Chirurgin und Hochschullehrerin. Sie erwarb als erste Frau in Kanada den Master of Surgey und erhielt 1941 als erste Frau eine Fellowship des Royal College of Surgeons of Canada.

## Leben und Werk
Gray zog im Alter von zwei Jahren mit ihrer Familie nach Toronto. Sie besuchte die University of Toronto und schloss ihr Studium 1931 mit einem Honours Bachelor of Science ab. Sie erwarb 1934 den Doktor der Medizin und war die erste Frau, die die Goldmedaille der medizinischen Fakultät der University of Toronto für die höchste akademische Leistung erhielt.
Nachdem sie von 1934 bis 1936 zwei Praktika am Toronto General Hospital absolviert hatte, wurde sie 1936 als erste Frau in das Postgraduiertenprogramm der Universität Toronto The Gallie Course für Allgemeine Chirurgie aufgenommen. 1939 erwarb sie einen Master of Surgery an der University of Toronto und war die erste Frau in Kanada, die diese Qualifikation erlangte. Nachdem sie ein Jahr als Praktikantin am St. Mary’s Hospital in Manchester in England verbracht hatte, kehrte sie 1940 nach Toronto zurück, um eine chirurgische Ausbildung am Toronto General Hospital aufzunehmen. Sie war dort die erste Assistenzärztin in der Geschichte des Krankenhauses.
1941 wurde sie stellvertretende Chefchirurgin am Women’s College Hospital und wurde 1946 zur Chefärztin der Chirurgie ernannt, eine Position, die sie bis zu ihrer Pensionierung 1965 ausübte. Am Women’s College Hospital war Gray am Aufbau der ersten Klinik zur Krebserkennung in Kanada beteiligt.
Gray veröffentlichte zahlreiche wissenschaftliche Arbeiten zu ihrer Forschung. Ihr Forschungsschwerpunkt waren innovative Operationstechniken im Magen-Darm-Bereich und in der Krebschirurgie. Zu dieser Zeit galt sie als eine der vier besten Krebschirurgen in Nordamerika.
1941 erhielt Gray als erste Frau eine Fellowship des Royal College of Surgeons of Canada. Sie war 1948 auch das erste weibliche Mitglied der Central Surgical Society of North America. 1951 erhielt sie eine Fellowship des American College of Surgeons und war die erste Frau, die auf dessen Jahreskongress 1952 eine Rede hielt. 1954 erhielt sie die Elizabeth Blackwell Citation of the New York Infirmary, eine Auszeichnung, die zu Ehren der ersten Frau benannt wurde, die in den Vereinigten Staaten ihr Medizinstudium abschloss.
Gray hatte im Laufe ihrer Karriere verschiedene Lehraufträge an der University of Toronto und war von 1953 bis 1964 außerordentliche Professorin in der Abteilung für Chirurgie der medizinischen Fakultät. Von 1964 bis zu ihrer Pensionierung im Jahr 1965 wurde sie zur Assistenzprofessorin für Chirurgie befördert.
Gray starb am 16. Oktober 1978 nach langer Krankheit im Women’s College Hospital.

## Ehrungen
Nach ihrer Pensionierung wurde Gray 1966 als erste Frau in den Science Council of Canada berufen und 1968 zum Life Fellow der Academy of Medicine ernannt. 1973 erhielt sie den Civic Award of Merit der Stadt Toronto.